# Vinstrup (Næstved Kommune)
 For alternative betydninger, se Vinstrup. (Se også artikler, som begynder med Vinstrup)
Vinstrup (til tider skrevet Vindstrup) er en lille og gammel landsby på det nordvestlige Sydsjælland og ligger ved Tystrup-Bavelse-søerne. Nærmeste landsby er Tystrup, og her finder man også har sognets kirke. Vinstrup er beliggende i Næstved Kommune og hører til Region Sjælland.
|  | Denne artikel om lokaliteten Vinstrup (Næstved Kommune) kan blive bedre, hvis der indsættes et (bedre) billede. Du kan hjælpe ved at afsøge Wikimedia Commons for et passende billede eller lægge et op på Wikimedia Commons med en af de tilladte licenser og indsætte det i artiklen. |

55°21′10″N 11°34′40″Ø / 55.35278°N 11.57778°Ø